# Calymma immaculata
Calymma immaculata är en fjärilsart som beskrevs av Foltin 1938. Calymma immaculata ingår i släktet Calymma och familjen nattflyn. Inga underarter finns listade i Catalogue of Life.